# Rajd Dunaju 1984
Rajd Dunaju 1984 (19. Danube-Dacia Rallye 1984) – 19. edycja rajdu samochodowego Rajd Dunaju rozgrywanego w Rumunii. Rozgrywany był od 22 do 24 czerwca 1984 roku. Była to czwarta runda Rajdowego Pucharu Pokoju i Przyjaźni w roku 1984, dwudziesta czwarta (współczynnik 1) runda ERC w roku 1984 oraz czwarta runda Rajdowych Mistrzostw Rumunii w roku 1984.

## Klasyfikacje rajdu
| Miejsce                         | Kierowca                     | Pilot                        | Samochód                     | Czas                         | Strata                       |                              |
| Klasyfikacja generalna i ERC    | Klasyfikacja generalna i ERC | Klasyfikacja generalna i ERC | Klasyfikacja generalna i ERC | Klasyfikacja generalna i ERC | Klasyfikacja generalna i ERC | Klasyfikacja generalna i ERC |
| ------------------------------- | ---------------------------- | ---------------------------- | ---------------------------- | ---------------------------- | ---------------------------- | ---------------------------- |
| 1.                              | Attila Ferjáncz              | János Tandari                | Renault 5 Turbo              | 4:00:58                      | 0.0                          |                              |
| 2.                              | Valeri Velikov               | Zlatan Iliev                 | Lada VAZ 2105 VFTS           | 4:11:05                      | +10:07                       |                              |
| 3.                              | Andrzej Koper                | Krzysztof Winkowski          | Renault 5 Alpine             | 4:24:09                      | +23:11                       |                              |
| 4.                              | Georgi Petrov                | Streschnov                   | Lada 1600                    | 4:24:21                      | +23:23                       |                              |
| 5.                              | Jānis Lavrinovich            | Niel                         | Lada 1600                    | 4:25:31                      | +24:33                       |                              |
| 6.                              | Slavcho Hristov              | Stoyan Radev                 | Lada VAZ 2105 VFTS           | 4:25:44                      | +24:46                       |                              |
| 7.                              | Valeriy Filimonov            | Mikhail Devel                | Moskvich 1600 Rallye         | 4:25:58                      | +25:00                       |                              |
| 8.                              | Stefan Vasile                | Ovidiu Scobai                | Dacia 1310                   | 4:28:53                      | +27:55                       |                              |
| 9.                              | Vladislav Shtykov            | Mikhail Titov                | Moskvich 2140                | 4:29:37                      | +28:39                       |                              |
| 10.                             | Hristo Veselinov             | Plamen Veselinov             | Lada VAZ 2105 VFTS           | 4:32:47                      | +31:49                       |                              |
| Klasyfikacja CoPaF              |                              |                              |                              |                              |                              |                              |
| 1.                              | Valeri Velikov               | Zlatan Iliev                 | Lada VAZ 2105 VFTS           | 4:11:05                      | 0.0                          |                              |
| 2.                              | Andrzej Koper                | Krzysztof Winkowski          | Renault 5 Alpine             | 4:24:09                      | +13:04                       |                              |
| 3.                              | Georgi Petrov                | Streschnov                   | Lada 1600                    | 4:24:21                      | +13:16                       |                              |
| 4.                              | Jānis Lavrinovich            | Niel                         | Lada 1600                    | 4:25:31                      | +14:26                       |                              |
| 5.                              | Slavcho Hristov              | Stoyan Radev                 | Lada VAZ 2105 VFTS           | 4:25:44                      | +14:39                       |                              |
| 6.                              | Valeriy Filimonov            | Mikhail Devel                | Moskvich 1600 Rallye         | 4:25:58                      | +14:53                       |                              |
| 7.                              | Stefan Vasile                | Ovidiu Scobai                | Dacia 1310                   | 4:28:53                      | +17:48                       |                              |
| 8.                              | Vladislav Shtykov            | Mikhail Titov                | Moskvich 2140                | 4:29:37                      | +18:32                       |                              |
| 9.                              | Hristo Veselinov             | Plamen Veselinov             | Lada VAZ 2105 VFTS           | 4:32:47                      | +21:42                       |                              |
| Klasyfikacja mistrzostw Rumunii |                              |                              |                              |                              |                              |                              |
| 1.                              | Stefan Vasile                | Ovidiu Scobai                | Dacia 1310                   |                              |                              |                              |